# Julian Palmieri
Julian Palmieri (Lione, 7 dicembre 1986) è un calciatore francese, difensore o centrocampista del Lupinu.

## Carriera
Nella stagione 2012-2013 ha disputato 35 partite in Ligue 1 con il Bastia.
L'8 luglio 2016 firma un biennale con il Lilla.
L'8 novembre 2017 passa a titolo definitivo al Metz con un contratto valido fino al termine della stagione.
L'8 giugno 2018 Palmieri si trasferisce al Gazélec Ajaccio, firmando un contratto biennale.
Rimasto svincolato dal Gazélec, nel 2021 si trasferisce al Casinca.